# Естелин (Тексас)
Естелин (енгл. Estelline) град је у америчкој савезној држави Тексас. По попису становништва из 2010. у њему је живело 145 становника.

## Демографија
Према попису становништва из 2010. у граду је живело 145 становника, што је 23 (13,7%) становника мање него 2000. године.
| Група             | 2000.      | 2010.      |
| Белци             | 70 (41,7%) | 63 (43,4%) |
| Афроамериканци    | 13 (7,7%)  | 7 (4,8%)   |
| Азијати           | 1 (0,6%)   | 0 (0,0%)   |
| Хиспаноамериканци | 84 (50,0%) | 75 (51,7%) |
| Укупно            | 168        | 145        |